# Ectoedemia liguricella
Ectoedemia liguricella là một loài bướm đêm thuộc họ Nepticulidae. Nó được tìm thấy ở miền tây part of the Mediterranean region, were it được tìm thấy ở Italian Riviera, Pháp, Tây Ban Nha và Maroc. Nó hiện diện từ vùng thấp bằng mực nước biển đến vùng núi cao.
Sải cánh dài 7.6–9 mm. Adults have been caught từ tháng 5 đến tháng 9.